# Copa luxemburguesa de futbol
La Copa luxemburguesa de futbol (francès: Coupe de Luxembourg) és la segona competició futbolística de Luxemburg. Es diputa anualment per eliminatòries a partit únic.
Es disputa des de l'any 1922 ininterrompudament, excepte durant l'ocupació alemanya de la Segona Guerra Mundial.

## Historial
Font:
| Any         | Campió                                     | Resultat                                   | Finalista                                  |
| ----------- | ------------------------------------------ | ------------------------------------------ | ------------------------------------------ |
| 1921-22     | Racing Club Luxemburg (1)                  | 2-0                                        | Jeunesse Esch                              |
| 1922-23     | Fola Esch (1)                              | 3-0                                        | Union Luxemburg                            |
| 1923-24     | Fola Esch (2)                              | 2-0                                        | Red Boys Differdange                       |
| 1924-25     | Red Boys Differdange (1)                   | 1-1 (prò.) 3-0 (rep.)                      | Spora Luxemburg                            |
| 1925-26     | Red Boys Differdange (2)                   | 5-2                                        | Union Luxemburg                            |
| 1926-27     | Red Boys Differdange (3)                   | 3-2                                        | Jeunesse Esch                              |
| 1927-28     | Spora Luxemburg (1)                        | 2-2 (prò.) 3-3 (prò.)(rep.) 5-2 (2a rep.)  | Stade Dudelange                            |
| 1928-29     | Red Boys Differdange (4)                   | 5-3                                        | Spora Luxemburg                            |
| 1929-30     | Red Boys Differdange (5)                   | 2-1                                        | Spora Luxemburg                            |
| 1930-31     | Red Boys Differdange (6)                   | 5-3                                        | Spora Luxemburg                            |
| 1931-32     | Spora Luxemburg (2)                        | 2-1                                        | Red Boys Differdange                       |
| 1932-33     | Progrès Niedercorn (1)                     | 4-1                                        | Union Luxemburg                            |
| 1933-34     | Red Boys Differdange (7)                   | 5-2                                        | Spora Luxemburg                            |
| 1934-35     | Jeunesse Esch (1)                          | 4-2                                        | Red Boys Differdange                       |
| 1935-36     | Red Boys Differdange (8)                   | 2-0                                        | Stade Dudelange                            |
| 1936-37     | Jeunesse Esch (2)                          | 3-0                                        | Union Luxemburg                            |
| 1937-38     | Stade Dudelange (1)                        | 1-0                                        | National Schifflange                       |
| 1938-39     | US Dudelange (1)                           | 2-1                                        | Stade Dudelange                            |
| 1939-40     | Spora Luxemburg (3)                        | 6-2                                        | Stade Dudelange                            |
| 1941 - 1944 | No es disputà per la Segona Guerra Mundial | No es disputà per la Segona Guerra Mundial | No es disputà per la Segona Guerra Mundial |
| 1944-45     | Progrès Niedercorn (2)                     | 2-0                                        | Spora Luxemburg                            |
| 1945-46     | Jeunesse Esch (3)                          | 3-1                                        | Progrès Niedercorn                         |
| 1946-47     | Union Luxemburg (1)                        | 2-1                                        | Stade Dudelange                            |
| 1947-48     | Stade Dudelange (2)                        | 1-0                                        | Red Boys Differdange                       |
| 1948-49     | Stade Dudelange (3)                        | 1-0                                        | Racing Rodange                             |
| 1949-50     | Spora Luxemburg (4)                        | 5-1                                        | Red Boys Differdange                       |
| 1950-51     | SC Tétange (1)                             | 1-1 (prò.) 2-0 (rep.)                      | CS Grevenmacher                            |
| 1951-52     | Red Boys Differdange (9)                   | 1-0                                        | Red Star Merl                              |
| 1952-53     | Red Boys Differdange (10)                  | 2-1                                        | CS Grevenmacher                            |
| 1953-54     | Jeunesse Esch (4)                          | 5-0                                        | CS Grevenmacher                            |
| 1954-55     | Fola Esch (3)                              | 1-1 (prò.) 4-1 (rep.)                      | Red Boys Differdange                       |
| 1955-56     | Stade Dudelange (4)                        | 3-1                                        | Progrès Niedercorn                         |
| 1956-57     | Spora Luxemburg (5)                        | 2-1                                        | Stade Dudelange                            |
| 1957-58     | Red Boys Differdange (11)                  | 2-1                                        | US Dudelange                               |
| 1958-59     | Union Luxemburg (2)                        | 3-1                                        | CS Grevenmacher                            |
| 1959-60     | National Schifflange (1)                   | 3-0                                        | Stade Dudelange                            |
| 1960-61     | Alliance Dudelange (1)                     | 3-2                                        | Union Luxemburg                            |
| 1961-62     | Alliance Dudelange (2)                     | 1-0                                        | Union Luxemburg                            |
| 1962-63     | Union Luxemburg (3)                        | 2-1                                        | Spora Luxemburg                            |
| 1963-64     | Union Luxemburg (4)                        | 1-0                                        | Aris Bonnevoie                             |
| 1964-65     | Spora Luxemburg (6)                        | 1-0                                        | Jeunesse Esch                              |
| 1965-66     | Spora Luxemburg (7)                        | 2-0                                        | Jeunesse Esch                              |
| 1966-67     | Aris Bonnevoie (1)                         | 1-0                                        | Union Luxemburg                            |
| 1967-68     | US Rumelange (1)                           | 0-0 (prò.) 1-0 (rep.)                      | Aris Bonnevoie                             |
| 1968-69     | Union Luxemburg (5)                        | 5-2                                        | Alliance Dudelange                         |
| 1969-70     | Union Luxemburg (6)                        | 1-0                                        | Red Boys Differdange                       |
| 1970-71     | Jeunesse Hautcharage (1)                   | 4-1                                        | Jeunesse Esch                              |
| 1971-72     | Red Boys Differdange (12)                  | 4-3                                        | Aris Bonnevoie                             |
| 1972-73     | Jeunesse Esch (5)                          | 3-2                                        | Fola Esch                                  |
| 1973-74     | Jeunesse Esch (6)                          | 4-1                                        | Avenir Beggen                              |
| 1974-75     | US Rumelange (2)                           | 2-0                                        | Jeunesse Esch                              |
| 1975-76     | Jeunesse Esch (7)                          | 2-1                                        | Aris Bonnevoie                             |
| 1976-77     | Progrès Niedercorn (3)                     | 4-4 (prò.) 3-1 (rep.)                      | Red Boys Differdange                       |
| 1977-78     | Progrès Niedercorn (4)                     | 2-1                                        | Union Luxemburg                            |
| 1978-79     | Red Boys Differdange (13)                  | 4-1                                        | Aris Bonnevoie                             |
| 1979-80     | Spora Luxemburg (8)                        | 3-2                                        | Progrès Niedercorn                         |
| 1980-81     | Jeunesse Esch (8)                          | 5-0                                        | Olympique Eischen                          |
| 1981-82     | Red Boys Differdange (14)                  | 2-1                                        | US Rumelange                               |
| 1982-83     | Avenir Beggen (1)                          | 4-2                                        | Union Luxemburg                            |
| 1983-84     | Avenir Beggen (2)                          | 4-1                                        | US Rumelange                               |
| 1984-85     | Red Boys Differdange (15)                  | 1-0                                        | Jeunesse Esch                              |
| 1985-86     | Union Luxemburg (7)                        | 4-1                                        | Red Boys Differdange                       |
| 1986-87     | Avenir Beggen (3)                          | 6-0                                        | Spora Luxemburg                            |
| 1987-88     | Jeunesse Esch (9)                          | 1-0                                        | Avenir Beggen                              |
| 1988-89     | Union Luxemburg (8)                        | 2-0                                        | Avenir Beggen                              |
| 1989-90     | Swift Hesperange (1)                       | 3-3 (prò.) 7-1 (rep.)                      | AS Differdange                             |
| 1990-91     | Union Luxemburg (9)                        | 3-0                                        | Jeunesse Esch                              |
| 1991-92     | Avenir Beggen (4)                          | 1-0                                        | CS Pétange                                 |
| 1992-93     | Avenir Beggen (5)                          | 5-2                                        | F91 Dudelange                              |
| 1993-94     | Avenir Beggen (6)                          | 3-1                                        | F91 Dudelange                              |
| 1994-95     | CS Grevenmacher (1)                        | 1-1 (prò.) 3-2 (rep.)                      | Jeunesse Esch                              |
| 1995-96     | Union Luxemburg (10)                       | 3-1                                        | Jeunesse Esch                              |
| 1996-97     | Jeunesse Esch (10)                         | 2-0                                        | Union Luxemburg                            |
| 1997-98     | CS Grevenmacher (2)                        | 2-0                                        | Avenir Beggen                              |
| 1998-99     | Jeunesse Esch (11)                         | 3-0                                        | FC Mondercange                             |
| 1999-00     | Jeunesse Esch (12)                         | 4-1                                        | FC Mondercange                             |
| 2000-01     | Etzella Ettelbruck (1)                     | 5-3                                        | FC Wiltz 71                                |
| 2001-02     | Avenir Beggen (7)                          | 1-0                                        | F91 Dudelange                              |
| 2002-03     | CS Grevenmacher (3)                        | 1-0                                        | Etzella Ettelbruck                         |
| 2003-04     | F91 Dudelange (1)                          | 3-1 (prò.)                                 | Etzella Ettelbruck                         |
| 2004-05     | CS Pétange (1)                             | 5-0                                        | Cebra FC 01                                |
| 2005-06     | F91 Dudelange (2)                          | 3-2                                        | Jeunesse Esch                              |
| 2006-07     | F91 Dudelange (3)                          | 2-1                                        | UN Käerjeng 97                             |
| 2007-08     | CS Grevenmacher (4)                        | 2-1                                        | FC Victoria Rosport                        |
| 2008-09     | F91 Dudelange (4)                          | 5-0                                        | UN Käerjeng 97                             |
| 2009-10     | FC Differdange 03 (1)                      | 1-0                                        | CS Grevenmacher                            |
| 2010-11     | FC Differdange 03 (2)                      | 1-0                                        | F91 Dudelange                              |
| 2011-12     | F91 Dudelange (5)                          | 4-2 (prò.)                                 | Jeunesse Esch                              |
| 2012-13     | Jeunesse Esch (13)                         | 2-1                                        | FC Differdange 03                          |
| 2013-14     | FC Differdange 03 (3)                      | 2-0                                        | F91 Dudelange                              |
| 2014-15     | FC Differdange 03 (4)                      | 1-1 (prò.) (3-2 p)                         | F91 Dudelange                              |
| 2015-16     | F91 Dudelange (6)                          | 1-0                                        | Mondorf-les-Bains                          |
| 2016-17     | F91 Dudelange (7)                          | 4-1                                        | Fola Esch                                  |
| 2017-18     | Racing Union Luxemburg (1)                 | 0-0 (prò.) (4-3 p)                         | US Hostert                                 |
| 2018-19     | F91 Dudelange (8)                          | 5-0                                        | Etzella Ettelbruck                         |
| 2019-20     | abandonat per la pandèmia de la COVID-19   | abandonat per la pandèmia de la COVID-19   | abandonat per la pandèmia de la COVID-19   |
| 2020-21     | abandonat per la pandèmia de la COVID-19   | abandonat per la pandèmia de la COVID-19   | abandonat per la pandèmia de la COVID-19   |
| 2021-22     | Racing Union Luxemburg (2)                 | 3-2                                        | F91 Dudelange                              |
| 2022-23     | FC Differdange 03 (5)                      | 4-2                                        | FC Marisca Mersch                          |
| 2023-24     | Progrès Niedercorn (5)                     | 1-1 (prò.) (3-1 p)                         | Swift Hesperange                           |

## Palmarès
| Club                      | Títols | Anys                                                                                     |
| ------------------------- | ------ | ---------------------------------------------------------------------------------------- |
| FA Red Boys Differdange   | 15     | 1925, 1926, 1927, 1929, 1930, 1931, 1934, 1936, 1952, 1953, 1958, 1972, 1979, 1982, 1985 |
| Jeunesse Esch             | 13     | 1935, 1937, 1946, 1954, 1973, 1974, 1976, 1981, 1988, 1997, 1999, 2000, 2013             |
| Union Luxemburg           | 10     | 1947, 1959, 1963, 1964, 1969, 1970, 1986, 1989, 1991, 1996                               |
| CA Spora Luxemburg        | 8      | 1928, 1932, 1940, 1940, 1957, 1965, 1966, 1980                                           |
| F91 Dudelange             | 8      | 2004, 2006, 2007, 2009, 2012, 2016, 2017, 2019                                           |
| FC Avenir Beggen          | 7      | 1983, 1984, 1987, 1992, 1993, 1994, 2002                                                 |
| FC Differdange 03         | 5      | 2010, 2011, 2014, 2015, 2023                                                             |
| FC Progrès Niedercorn     | 5      | 1933, 1945, 1977, 1978, 2024                                                             |
| Stade Dudelange           | 4      | 1938, 1948, 1949, 1956                                                                   |
| CS Grevenmacher           | 4      | 1995, 1998, 2003, 2008                                                                   |
| CS Fola Esch              | 3      | 1923, 1924, 1955                                                                         |
| US Rumelange              | 2      | 1968, 1975                                                                               |
| Alliance Dudelange        | 2      | 1961, 1962                                                                               |
| Racing FC Union Luxemburg | 2      | 1918, 1922                                                                               |
| FC Aris Bonnevoie         | 1      | 1967                                                                                     |
| FC Etzella Ettelbruck     | 1      | 2001                                                                                     |
| CS Pétange                | 1      | 2005                                                                                     |
| National Schifflange      | 1      | 1960                                                                                     |
| US Dudelange              | 1      | 1939                                                                                     |
| Jeunesse Hautcharage      | 1      | 1971                                                                                     |
| Racing Club Luxemburg     | 1      | 1922                                                                                     |
| SC Tétange                | 1      | 1951                                                                                     |
| Swift Hesperange          | 1      | 1990                                                                                     |

En cursiva els clubs desapareguts o fusionats per formar un nou club.